# Motor Booty Affair
| Recensione              | Giudizio |
| ----------------------- | -------- |
| Dizionario del pop-rock |          |
| Piero Scaruffi          |          |
| AllMusic                |          |

Motor Booty Affair è un album dei Parliament del 1978. 

## Il disco
Motor Booty Affair si sarebbe dovuto intitolare Music for the Deep, e si tratta dell'album più elettronico e sperimentale della formazione. L'album è un concept su Atlantide che contiene alcuni riferimenti alla mitologia P-Funk, come confermano le liriche che citano ad esempio il personaggio di Sir Nose D'Voidoffunk, che era già stato citato in Funkentelechy Vs. the Placebo Syndrome. 
L'album contiene i singoli Aqua Boogie (A Psychoalphadiscobetabioaquadoloop), uno degli ultimi successi del gruppo (riuscì infatti a rimanere al primo posto delle classifiche R&B durante il mese di marzo del 1979 per quattro settimane e a raggiungere la posizione numero 89 della Billboard Hot 100) Rumpofsteelskin e Deep, entrambi pubblicati durante la metà del 1979 e di minor successo rispetto ad Aqua Boogie.
La copertina di Motor Booty Affair è opera di Overton Loyd, anche autore del packaging degli altri album P-Funk della formazione, e raffigura il personaggio di "Sir Nose D'Voidoffunk" che viene aggredito da uno strano uccello simile a uno pterodattilo. Le note di copertina dell'album, anch'esse di Loyd, raffigurano vari personaggi e la città di Atlantide.

## Tracce
1. Mr. Wiggles – 6:46
2. Rumpofsteelskin – 5:37
3. (You're a Fish & I'm a) Water Sign – 4:42
4. Aqua Boogie (A Psychoalphadiscobetabioaquadoloop) – 6:43
5. One of Those Funky Things – 3:46
6. Liquid Sunshine – 4:25
7. The Motor-Booty Affair – 5:16
8. Deep – 9:09